# Jemimah Sanyu
Jemimah Sanyu, còn được gọi là Đấu sĩ sân khấu, là một nhạc sĩ, nghệ sĩ biểu diễn, nhà sản xuất và huấn luyện viên giọng nói người Uganda. Cô có một sự hiện diện trên sân khấu mang tính chỉ huy với một giọng nói rất mạnh mẽ. Sanyu đã gặp những người như Tổng thống Yoweri Museveni khi hát tại buổi ra mắt album I am a Ugandan. Cô đã chia sẻ một sân khấu với các ngôi sao hàng đầu châu Phi như Habib Koite, Navio, Joanita Kawalya của Afrigo Band, và Juliana Kanyomozi. và nhiều ngôi sao châu Phi khác.
Sanyu đã đứng ở vị trí thứ 4 trên bảng xếp hạng HiPipo với bản hit Ziba Amaaso của cô ấy vào tuần thứ năm của năm 2012. Các bản hit xếp hạng khác của cô ấy bao gồm Tôi là một người Nhật Bản đứng ở vị trí thứ 8 và Kankusute ở vị trí 17, cả hai các bài hát biểu đồ của cô đã được phát sóng khá nhiều thời gian.

## Âm nhạc
Sanyu, một ứng cử viên giải Diva Awards hai lần, bắt đầu làm âm nhạc chuyên nghiệp vào năm 2007 khi cô tham gia Grayce Records. Sanyu đã trải qua một sự thăng hoa với tư cách một ngôi sao âm nhạc của giai điệu pop Afro và nhạc khiêu vũ chủ yếu là vì những màn trình diễn trực tiếp mạnh mẽ và giọng hát hoang dã của cô. Cô tổ chức một đêm nhạc được đặt tên là Sanyu Talks tại Jazzville Bugolobi mỗi thứ năm kèm theo ban nhạc UNIT 446.
Sanyu là một trong những diva được chọn biểu diễn tại khách sạn Serena, Qwela Junction, được mệnh danh là "Divas 'Junction", cùng với ca sĩ kỳ cựu và một trong những giọng ca chính của Afrigo Band, Rachelael Magoola, Solome, Rita Sabiiti, Naava Gray, Maureen Sandra Suubi. Cô mê hoặc khán giả bằng cách nhảy trên bàn, một người đóng thế được gọi là Bebe sau khi Bebe Cool làm điều đó tại một sự kiện cuộc thi sắc đẹp Hoa hậu Uganda.
Jemimah Sanyu là thành viên của Janzi Band từ năm 2010 đến 2012 với tư cách là giọng ca chính của họ sau khi rời Zawee Band với tư cách là một ca sĩ dự phòng.